# Años 1680
Los años 1680, o década del 1680, empezaron el 1 de enero de 1680 y terminaron el 31 de diciembre de 1689.
El decenio estuvo fuertemente marcado por las políticas del reinado de Luis XIV, el cual consiguió que Francia se consagrara como primera potencia mundial, La gestión económica de uno de los ministros más famosos de Luis, Jean-Baptiste Colbert, muerto en 1683, produjo un gran cambio en la tesorería real; los ingresos de la corona se triplicaron bajo su supervisión. Los príncipes europeos comenzaron a imitar el modelo francés en todos sus aspectos. Las colonias francesas en el extranjero se multiplicaron, tanto en América como en África y Asia, iniciándose relaciones diplomáticas con naciones como Siam y Persia. Por ejemplo, el explorador René Robert Cavelier de La Salle reclamó para Francia, en 1682, la cuenca del río Misisipi, nombrándola Luisiana en honor de Luis XIV. Incluso los jesuitas franceses tenían presencia en la corte Manchú en China.

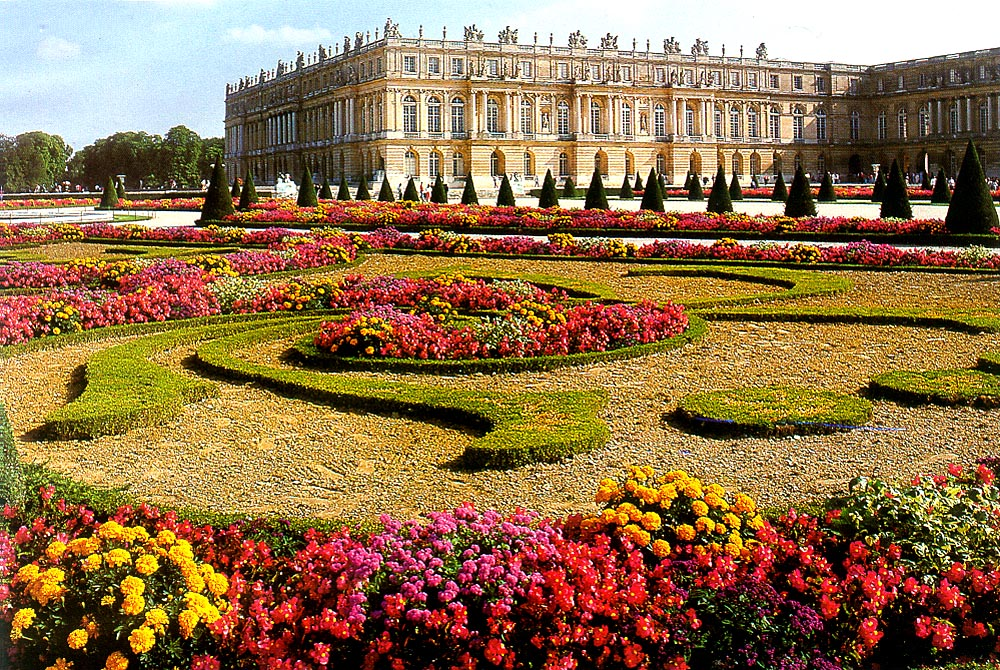
Palacio de Versailles, símbolo de la monarquía de Luis XIV

Luis XIV convirtió el Palacio de Versalles, originalmente un refugio de caza construido por su padre, en un espectacular palacio real. El 6 de mayo de 1682 se mudó allí oficialmente con toda su corte. Luis tenía varias razones para crear un palacio de tanta opulencia extravagante y para cambiar allí la residencia de la monarquía. La afirmación, sin embargo, de que odiaba París es imprecisa porque Luis no dejó de embellecer su capital con monumentos, mientras la mejoraba y desarrollaba. Versalles cumplía como el sitio deslumbrante y sobrecogedor para los asuntos de estado y para recibir a los mandatarios extranjeros, donde la atención no se dividía entre la capital y la gente, sino que recaía totalmente sobre el rey. La vida de la corte se centraba en la grandeza. Los cortesanos se rodeaban de vidas lujosas, vestidos con gran magnificencia, siempre asistiendo a cenas, representaciones, celebraciones, etc. De hecho, muchos nobles se vieron obligados a dejar toda su influencia o a depender totalmente de los subsidios y subvenciones reales para poder mantener el costoso estilo de vida versallesco. Esta situación hizo que los nobles dejaran de intentar retomar poder, que podría resultar en potenciales problemas para la corona, centrándose sin embargo en competir por ser invitados a cenar en la mesa del rey o el privilegio de poder llevar una vela cuando el rey se retiraba a sus habitaciones.

## Acontecimientos
- 1683 - Segundo sitio de Viena por los otomanos.
- 1689 - Alejandro VIII sucede a Inocencio XI como papa.
- Declaración de Derechos Británica de 1689
- Guerra de las Reuniones

## Personas destacadas
- Johann Sebastian Bach
- Luis XIV
- Isaac Newton
- Georg Friedrich Händel